# NHL 1918/1919
Sezóna 1918/1919 byla 2. sezonou NHL. Vítězem NHL se stal tým Montreal Canadiens, který se následně ve finále Stanley Cupu utkal s vítězem PCHA - Seattle Metropolitans, ale série nebyla dohrána z důvodu vypuknutí epidemie Španělské chřipky.

## Konečná tabulka základní části

### První polovina sezony
| Tým                | Z  | V | P | R | B  | VG | IG |
| ------------------ | -- | - | - | - | -- | -- | -- |
| Montreal Canadiens | 10 | 7 | 3 | 0 | 14 | 57 | 50 |
| Ottawa Senators    | 10 | 5 | 5 | 0 | 10 | 39 | 39 |
| Toronto Arenas     | 10 | 3 | 7 | 0 | 6  | 42 | 49 |

### Druhá polovina sezony
| Tým                | Z | V | P | R | B  | VG | IG |
| ------------------ | - | - | - | - | -- | -- | -- |
| Ottawa Senators    | 8 | 7 | 1 | 0 | 14 | 32 | 14 |
| Montreal Canadiens | 8 | 3 | 5 | 0 | 6  | 31 | 28 |
| Toronto Arenas     | 8 | 2 | 6 | 0 | 4  | 22 | 43 |

## Play off o vítězství v NHL
Montreal Canadiens vs. Ottawa Senators
| Datum     | Hosté              | Skóre | Domácí             | Skóre |
| --------- | ------------------ | ----- | ------------------ | ----- |
| 22. února | Ottawa Senators    | 4     | Montreal Canadiens | 8     |
| 27. února | Ottawa Senators    | 3     | Montreal Canadiens | 5     |
| 1. března | Montreal Canadiens | 5     | Ottawa Senators    | 3     |
| 3. března | Montreal Canadiens | 3     | Ottawa Senators    | 6     |
| 6. března | Ottawa Senators    | 2     | Montreal Canadiens | 4     |

Montreal zvítězil 4:1 na zápasy, získal O'Brien Cup a postoupil do finále Stanley Cupu.

## Ocenění
- O'Brien Cup — Montreal Canadiens

## Finále Stanley Cupu

### Účastníci
- Montreal Canadiens - vítěz NHL 1918/1919
- Seattle Metropolitans - vítěz PCHA 1918/1919

### Zápasy
Montreal Canadiens vs. Seattle Metropolitans
| Datum      | Hosté                 | Skóre | Domácí                | Skóre | Notes        |
| ---------- | --------------------- | ----- | --------------------- | ----- | ------------ |
| 19. března | Montreal Canadiens    | 0     | Seattle Metropolitans | 7     |              |
| 22. března | Seattle Metropolitans | 2     | Montreal Canadiens    | 4     |              |
| 24. března | Montreal Canadiens    | 2     | Seattle Metropolitans | 7     |              |
| 26. března | Seattle Metropolitans | 0     | Montreal Canadiens    | 0     | po prodl.    |
| 30. března | Montreal Canadiens    | 4     | Seattle Metropolitans | 3     | 15:57 prodl. |

Série byla přerušena po vypuknutí epidemie Španělské chřipky, kterou onemocnělo několik hráčů obou týmů. Vzhledem k tomu, že Montreal zvítězil dvakrát, Seattle také dvakrát a jednou skončilo měření sil remízou, tak se vítězem nestal nikdo.
Hvězda týmu Montreal Canadiens, Joe Hall zemřel na následky nemoci 5. dubna 1919, manažer týmu Canadiens George Kennedy se z následků nemoci nikdy nezotavil a zemřel o několik let později.